# 丽鳞栉孔扇贝
，是莺蛤目海扇蛤科锦海扇蛤属的一种。主要分布于印度尼西亚、韩国、中国大陆、台湾，常栖息在潮下带35－100米以内，以足丝附着于岩石、珊瑚礁或贝壳上。